# Danh sách đĩa đơn quán quân Hot 100 năm 2019 (Mỹ)

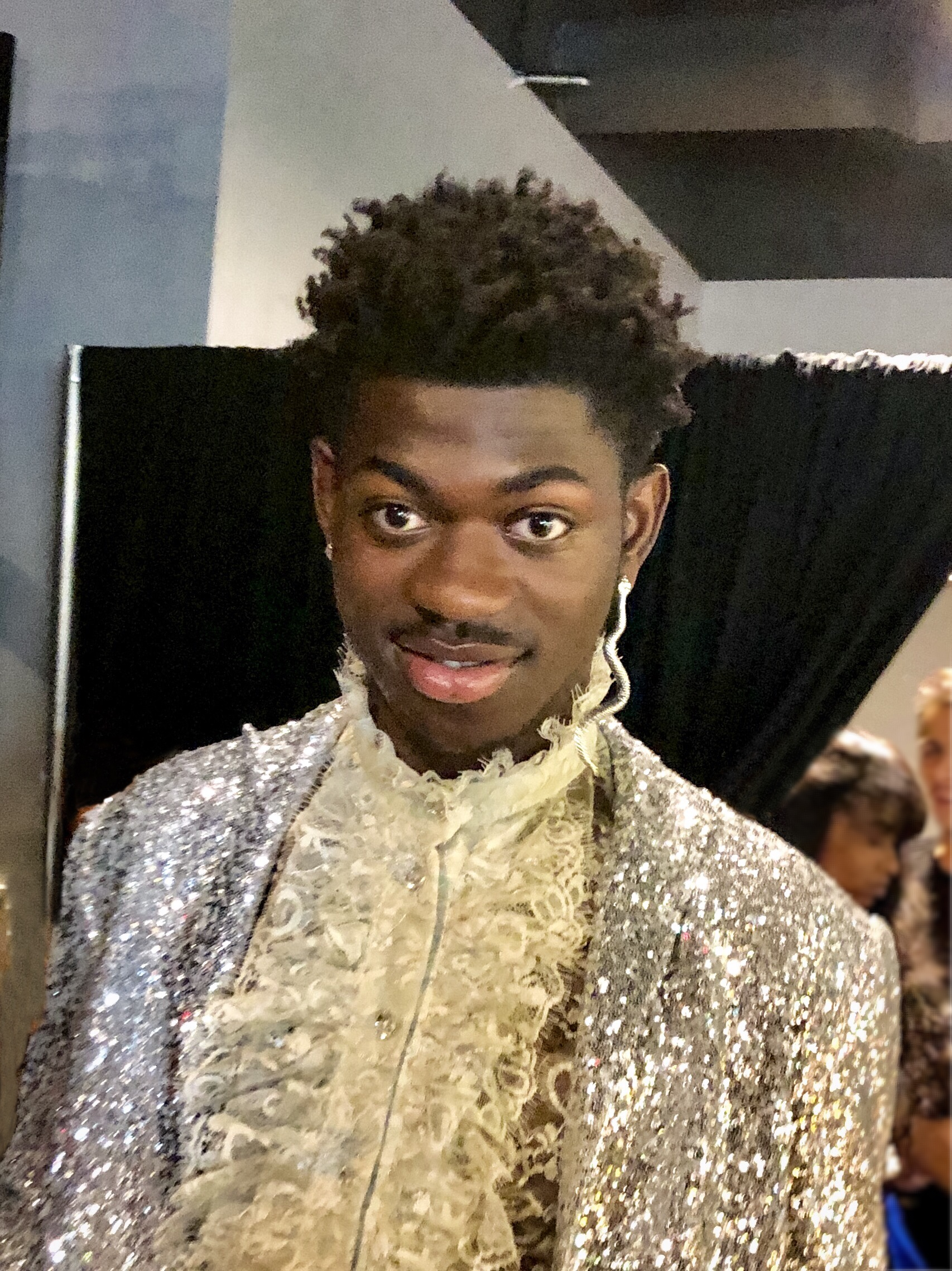
"Old Town Road" của rapper Lil Nas X (ảnh) hợp tác với Billy Ray Cyrus đã phá kỷ lục cho đĩa đơn có số tuần ở vị trí quán quân nhiều nhất trong lịch sử Billboard Hot 100, với tổng cộng 19 tuần liên tiếp dẫn đầu bảng xếp hạng. Ca khúc sau đó trở thành đĩa đơn có thành tích xếp hạng tốt nhất của năm.

Bảng xếp hạng Billboard Hot 100 là một bảng xếp hạng thu âm liệt kê theo thứ tự các bài hát nổi bật nhất trên thị trường Hoa Kỳ. Số liệu của bảng xếp hạng này được Nielsen SoundScan tổng hợp và được xuất bản hằng tuần bởi tạp chí Billboard, dựa trên tổng thể về doanh số đĩa vật lý và tải kỹ thuật số hằng tuần, cũng như tần suất phát sóng trên các trạm phát thanh tại Hoa Kỳ và lượng stream trên các dịch vụ âm nhạc trực tuyến của mỗi bài hát.
Trong năm 2019, có tổng cộng 15 đĩa đơn đạt đến vị trí quán quân trên Hot 100. Đĩa đơn quán quân thứ 16, "Thank U, Next" của Ariana Grande, đã đứng đầu bảng xếp hạng từ tháng 11 năm 2018. Trong số 15 đĩa đơn quán quân này, bốn đĩa đơn là các sản phẩm hợp tác. Có tất cả 18 nghệ sĩ trong vai trò nghệ sĩ chính hoặc nghệ sĩ hợp tác đã đạt vị trí số 1 trên bảng xếp hạng. Mười nghệ sĩ trong số đó có được đĩa đơn quán quân đầu tiên trong sự nghiệp, bao gồm Swae Lee (trong vai trò nghệ sĩ hát đơn), Bradley Cooper, Jonas Brothers, Lil Nas X, Billy Ray Cyrus, Billie Eilish, Shawn Mendes, Lizzo, Lewis Capaldi và Selena Gomez.
"Old Town Road" của Lil Nas X hợp tác với Billy Ray Cyrus là đĩa đơn có số tuần ở ngôi quán quân nhiều nhất trong năm với 19 tuần liên tiếp dẫn đầu bảng xếp hạng. Thành tích này đã vượt qua kỷ lục 16 tuần dẫn đầu trước đó của các đĩa đơn "One Sweet Day" của Mariah Carey và Boyz II Men (1995–96), và "Despacito" của Luis Fonsi và Daddy Yankee hợp tác với Justin Bieber (2017). "Old Town Road" sau đó cũng giành vị trí quán quân trên bảng xếp hạng cuối năm Billboard Year-End Hot 100, trở thành đĩa đơn có thành tích xếp hạng tốt nhất của năm 2019.
Post Malone và Ariana Grande là hai nghệ sĩ duy nhất có nhiều hơn một ca khúc quán quân trong năm 2019, với hai ca khúc mỗi người.

## Lịch sử xếp hạng

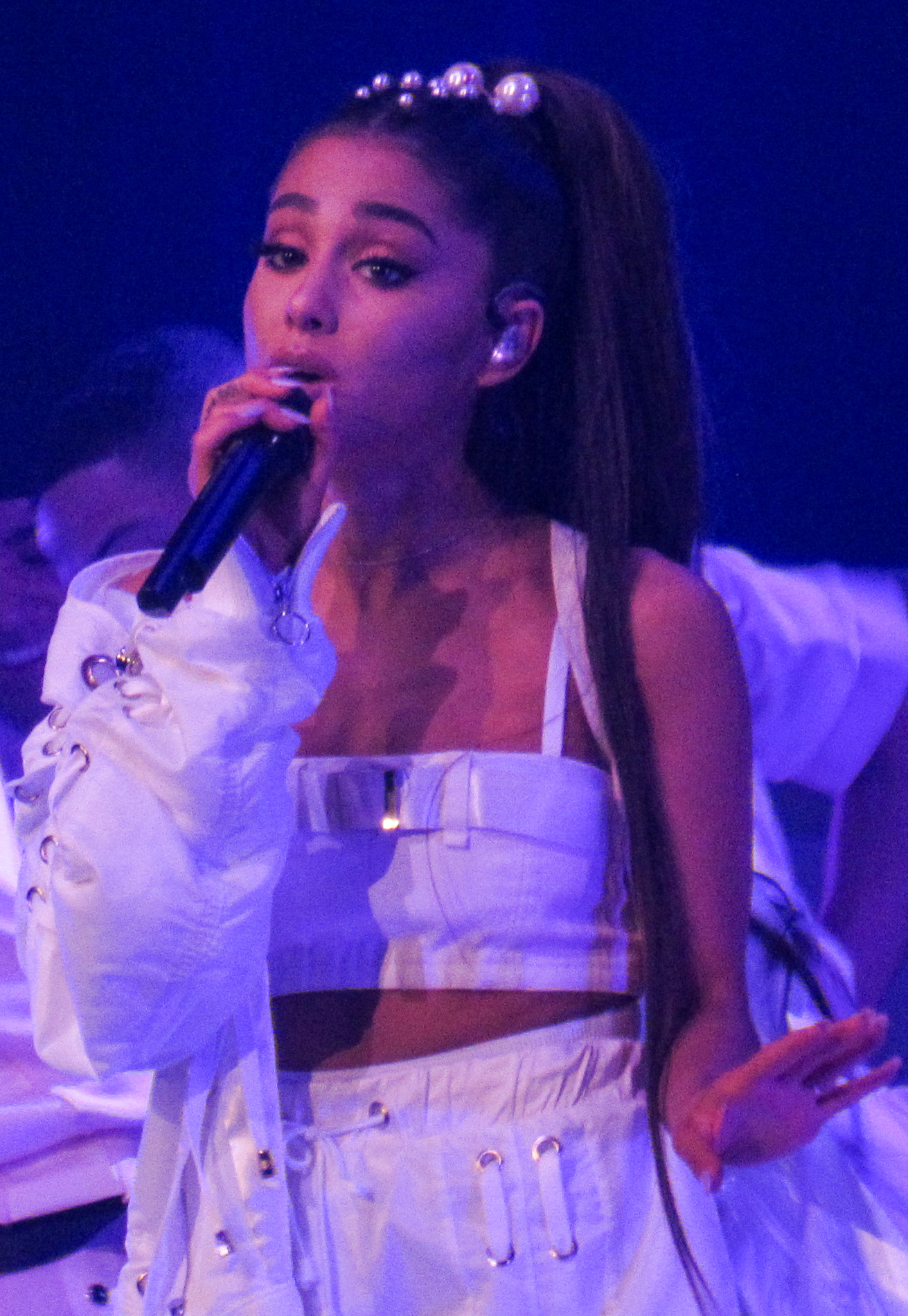
Đĩa đơn "7 Rings" của nữ ca sĩ Ariana Grande (ảnh) ra mắt ở vị trí số 1, trở thành đĩa đơn quán quân thứ hai của cô và giữ vị trí này trong tám tuần không liên tiếp. Grande trở thành nữ nghệ sĩ thứ ba trong lịch sử có được hai đĩa đơn ra mắt ở vị trí quán quân của bảng xếp hạng.

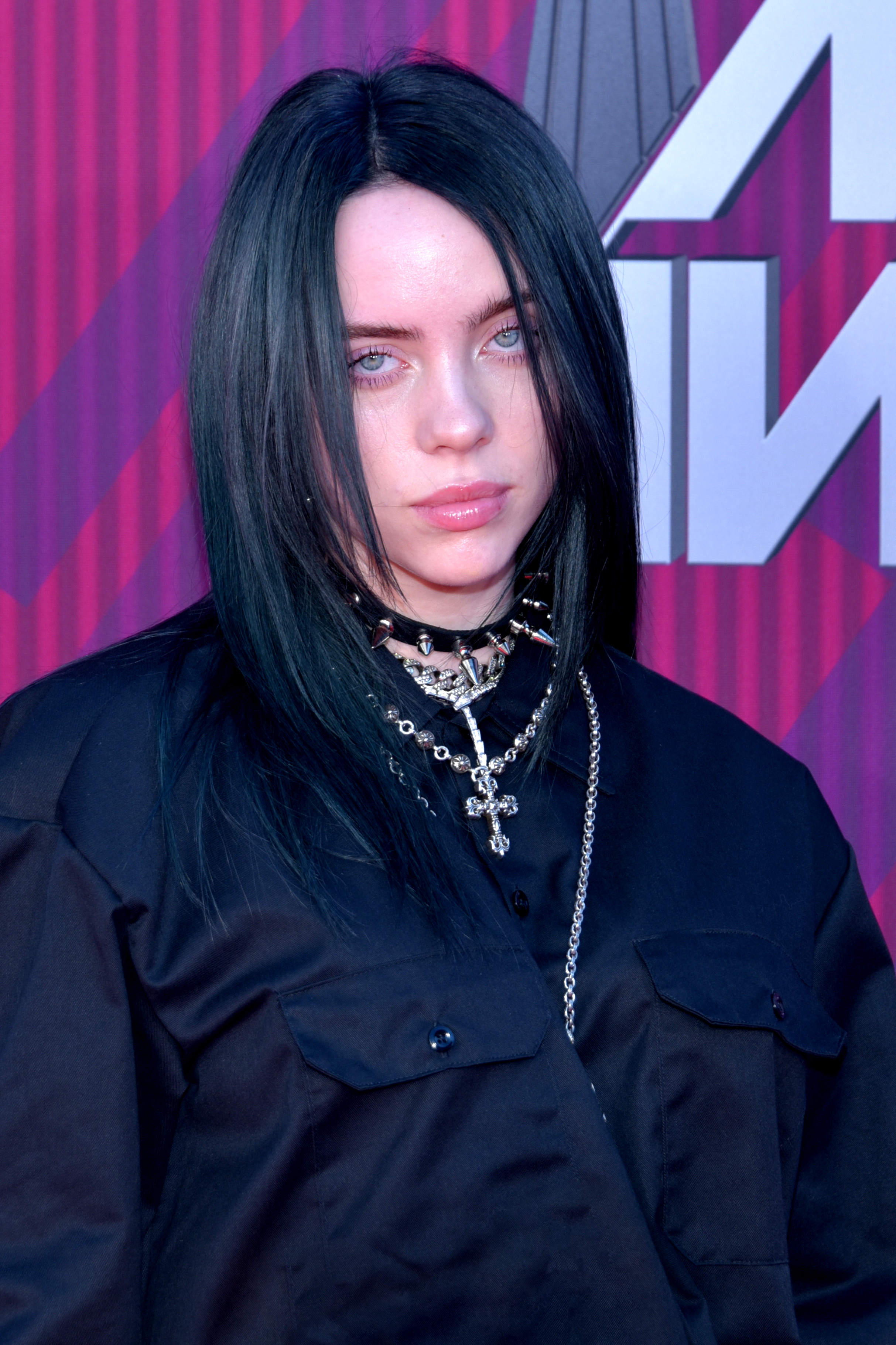
Nữ ca sĩ Billie Eilish (ảnh) có được đĩa đơn quán quân đầu tiên với bài hát "Bad Guy". Cô trở thành nghệ sĩ đầu tiên sinh ra trong thế kỷ 21 có bài hát đạt vị trí quán quân trên Hot 100, và cũng là nghệ sĩ trẻ nhất đạt được vị trí quán quân kể từ sau khi Lorde làm được điều này vào năm 2013.

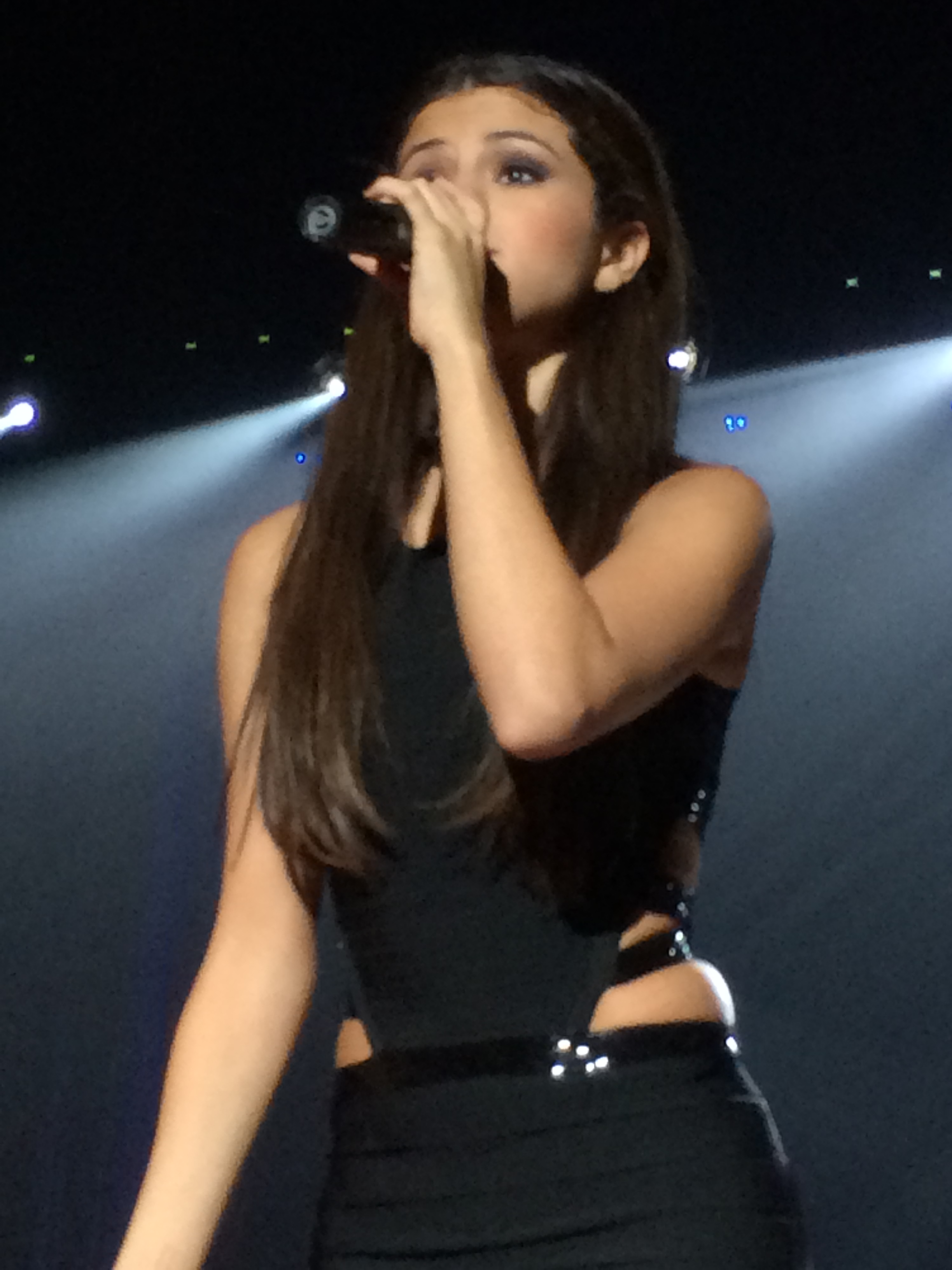
"Lose You to Love Me" trở thành ca khúc quán quân đầu tiên trên Hot 100 của nữ ca sĩ Selena Gomez (ảnh), leo từ vị trí thứ 15 lên vị trí số 1 trong ấn bản ngày 9 tháng 11 năm 2019.

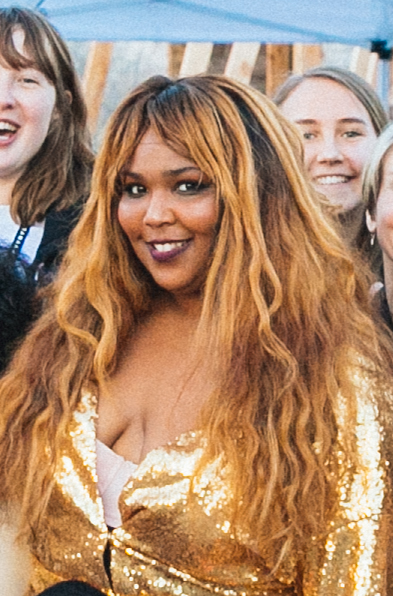
Mặc dù được phát hành từ năm 2017, "Truth Hurts" đã trở thành đĩa đơn quán quân đầu tiên và cũng là ca khúc đầu tiên xuất hiện trên Hot 100 của Lizzo (ảnh). Với bảy tuần ở vị trí quán quân, ca khúc đã sánh ngang với thành tích của "Fancy" (2014) của Iggy Azalea, trở thành ca khúc có thời lượng quán quân dài nhất của một nữ rapper.

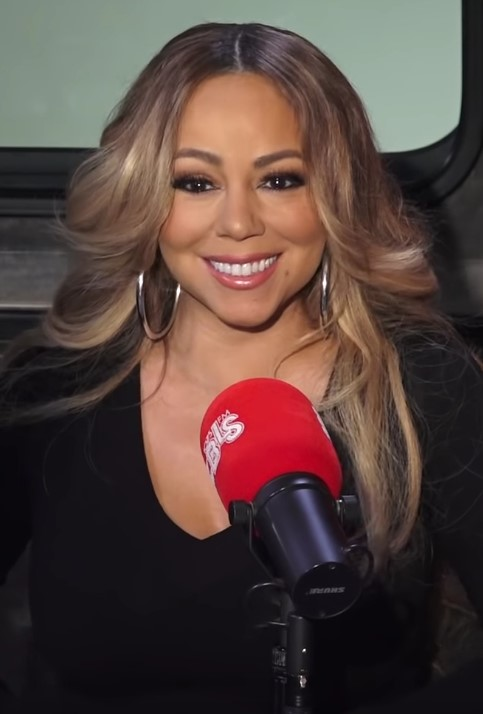
"All I Want for Christmas Is You" của Mariah Carey lần đầu tiên giành được vị trí quán quân sau 25 năm kể từ khi ra mắt vào năm 1994, trở thành đĩa đơn quán quân thứ 19 của nữ ca sĩ và nới rộng kỷ lục cho nghệ sĩ hát đơn có nhiều đĩa đơn quán quân nhất trên Hot 100 của cô. Đây cũng là ca khúc Giáng Sinh đầu tiên đứng đầu Hot 100 kể từ sau khi "The Chipmunk Song" của David Seville and the Chipmunks đạt được thành tích này vào năm 1958–59.

| Ca khúc đứng đầu bảng xếp hạng cuối năm 2019 | Chỉ đĩa đơn đứng đầu bảng xếp hạng cuối năm 2019 của Billboard |

| TT.  | Ấn bản ngày | Bài hát                           | Nghệ sĩ                               | Ng.           |
| ---- | ----------- | --------------------------------- | ------------------------------------- | ------------- |
| lại  | 5 tháng 1   | "Thank U, Next"                   | Ariana Grande                         | [ 3 ]         |
| 1081 | 12 tháng 1  | "Without Me"                      | Halsey                                | [ 4 ]         |
| 1082 | 19 tháng 1  | "Sunflower"                       | Post Malone và Swae Lee               | [ 5 ]         |
| lại  | 26 tháng 1  | "Without Me"                      | Halsey                                | [ 6 ]         |
| 1083 | 2 tháng 2   | "7 Rings"                         | Ariana Grande                         | [ 7 ]         |
| 1083 | 9 tháng 2   | "7 Rings"                         | Ariana Grande                         | [ 8 ]         |
| 1083 | 16 tháng 2  | "7 Rings"                         | Ariana Grande                         | [ 9 ]         |
| 1083 | 23 tháng 2  | "7 Rings"                         | Ariana Grande                         | [ 10 ]        |
| 1083 | 2 tháng 3   | "7 Rings"                         | Ariana Grande                         | [ 11 ]        |
| 1084 | 9 tháng 3   | "Shallow"                         | Lady Gaga và Bradley Cooper           | [ 12 ]        |
| 1085 | 16 tháng 3  | "Sucker"                          | Jonas Brothers                        | [ 13 ]        |
| lại  | 23 tháng 3  | "7 Rings"                         | Ariana Grande                         | [ 14 ]        |
| lại  | 30 tháng 3  | "7 Rings"                         | Ariana Grande                         | [ 15 ]        |
| lại  | 6 tháng 4   | "7 Rings"                         | Ariana Grande                         | [ 16 ]        |
| 1086 | 13 tháng 4  | "Old Town Road"                   | Lil Nas X                             | [ 17 ]        |
| 1086 | 20 tháng 4  | "Old Town Road"                   | Lil Nas X hợp tác với Billy Ray Cyrus | [ 18 ]        |
| 1086 | 27 tháng 4  | "Old Town Road"                   | Lil Nas X hợp tác với Billy Ray Cyrus | [ 19 ]        |
| 1086 | 4 tháng 5   | "Old Town Road"                   | Lil Nas X hợp tác với Billy Ray Cyrus | [ 20 ]        |
| 1086 | 11 tháng 5  | "Old Town Road"                   | Lil Nas X hợp tác với Billy Ray Cyrus | [ 21 ]        |
| 1086 | 18 tháng 5  | "Old Town Road"                   | Lil Nas X hợp tác với Billy Ray Cyrus | [ 22 ]        |
| 1086 | 25 tháng 5  | "Old Town Road"                   | Lil Nas X hợp tác với Billy Ray Cyrus | [ 23 ]        |
| 1086 | 1 tháng 6   | "Old Town Road"                   | Lil Nas X hợp tác với Billy Ray Cyrus | [ 24 ]        |
| 1086 | 8 tháng 6   | "Old Town Road"                   | Lil Nas X hợp tác với Billy Ray Cyrus | [ 25 ]        |
| 1086 | 15 tháng 6  | "Old Town Road"                   | Lil Nas X hợp tác với Billy Ray Cyrus | [ 26 ]        |
| 1086 | 22 tháng 6  | "Old Town Road"                   | Lil Nas X hợp tác với Billy Ray Cyrus | [ 27 ]        |
| 1086 | 29 tháng 6  | "Old Town Road"                   | Lil Nas X hợp tác với Billy Ray Cyrus | [ 28 ]        |
| 1086 | 6 tháng 7   | "Old Town Road"                   | Lil Nas X hợp tác với Billy Ray Cyrus | [ 29 ]        |
| 1086 | 13 tháng 7  | "Old Town Road"                   | Lil Nas X hợp tác với Billy Ray Cyrus | [ 30 ]        |
| 1086 | 20 tháng 7  | "Old Town Road"                   | Lil Nas X hợp tác với Billy Ray Cyrus | [ 31 ]        |
| 1086 | 27 tháng 7  | "Old Town Road"                   | Lil Nas X hợp tác với Billy Ray Cyrus | [ 32 ]        |
| 1086 | 3 tháng 8   | "Old Town Road"                   | Lil Nas X hợp tác với Billy Ray Cyrus | [ 33 ]        |
| 1086 | 10 tháng 8  | "Old Town Road"                   | Lil Nas X hợp tác với Billy Ray Cyrus | [ 34 ]        |
| 1086 | 17 tháng 8  | "Old Town Road"                   | Lil Nas X hợp tác với Billy Ray Cyrus | [ 35 ]        |
| 1087 | 24 tháng 8  | "Bad Guy"                         | Billie Eilish                         | [ 36 ]        |
| 1088 | 31 tháng 8  | "Señorita"                        | Shawn Mendes và Camila Cabello        | [ 37 ]        |
| 1089 | 7 tháng 9   | "Truth Hurts"                     | Lizzo                                 | [ 38 ]        |
| 1089 | 14 tháng 9  | "Truth Hurts"                     | Lizzo                                 | [ 39 ]        |
| 1089 | 21 tháng 9  | "Truth Hurts"                     | Lizzo                                 | [ 40 ]        |
| 1089 | 28 tháng 9  | "Truth Hurts"                     | Lizzo                                 | [ 41 ]        |
| 1089 | 5 tháng 10  | "Truth Hurts"                     | Lizzo                                 | [ 42 ]        |
| 1089 | 12 tháng 10 | "Truth Hurts"                     | Lizzo                                 | [ 43 ]        |
| 1090 | 19 tháng 10 | "Highest in the Room"             | Travis Scott                          | [ 44 ]        |
| lại  | 26 tháng 10 | "Truth Hurts"                     | Lizzo                                 | [ 45 ]        |
| 1091 | 2 tháng 11  | "Someone You Loved"               | Lewis Capaldi                         | [ 46 ]        |
| 1092 | 9 tháng 11  | "Lose You to Love Me"             | Selena Gomez                          | [ 47 ]        |
| lại  | 16 tháng 11 | "Someone You Loved"               | Lewis Capaldi                         | [ 48 ]        |
| lại  | 23 tháng 11 | "Someone You Loved"               | Lewis Capaldi                         | [ 49 ]        |
| 1093 | 30 tháng 11 | "Circles"                         | Post Malone                           | [ 50 ]        |
| 1093 | 7 tháng 12  | "Circles"                         | Post Malone                           | [ 51 ] [ 52 ] |
| 1094 | 14 tháng 12 | "Heartless"                       | The Weeknd                            | [ 53 ] [ 54 ] |
| 1095 | 21 tháng 12 | "All I Want for Christmas Is You" | Mariah Carey                          | [ 1 ]         |
| 1095 | 28 tháng 12 | "All I Want for Christmas Is You" | Mariah Carey                          | [ 55 ]        |